# Oman LNG
Oman LNG is de eigenaar en beheerder van een fabriek voor het maken van vloeibaar aardgas (lng). De installatie staat in de kustplaats Qalhat bij Sur in het noordoosten van Oman op ongeveer 200 kilometer ten zuidoosten van de hoofdstad Masqat. Als een bijproduct wordt aardgascondensaat geleverd. De onderneming werd opgericht per koninklijk decreet in 1994.

## Bouwgeschiedenis
Met de bouw werd in november 1996 een start gemaakt en de fabriek werd in september 2000 in gebruik genomen. De aandeelhouders van Oman LNG zijn de Omaanse overheid met een belang van 51%, Royal Dutch Shell (met 30% van de aandelen), de Franse oliemaatschappij TotalEnergies (5,54%), het Koreaanse nutsbedrijf Korea LNG (5%), Partex Oil & Gas (2%), en ten slotte drie Japanse bedrijven: Mitsubishi Corporation (2,77%), Mitsui & Co. (2,77%) en Itochu Corporation (0,92%).
Het aardgas wordt geleverd uit gasvelden gelegen in het centrum van Oman. Het gas wordt uit diverse velden verzameld bij Saih Rowl. Van hieruit wordt het verpompt via een 360 kilometer lange pijplijn met een diameter van 1180 mm (48 inch) naar de lng-installatie. De capaciteit van de leiding is zo’n 34 miljoen m3 per dag of 12 miljard m3 per jaar. Het gas wordt geleverd door het staatsenergiebedrijf Petroleum Development Oman (PDO).
Oorspronkelijk bestond de fabriek uit twee installaties met elk een capaciteit van 3,3 miljoen ton lng per jaar. De bouw vergde een investering van 2 miljard dollar. Het lng wordt verkocht op basis van lange termijn contracten. In april 2000 sloot Korea Gas een contract om jaarlijks 4,2 miljoen ton lng af te nemen. Dit contract loopt tot december 2024. Twee grote Japanse klanten nemen samen 1,4 miljoen ton per jaar af. De prijs waartegen het lng wordt verkocht, is gekoppeld aan de gemiddelde prijs van ruwe olie die in Japan wordt geïmporteerd.
In maart 2002 werd besloten de fabriek uit te breiden met een derde vergelijkbare installatie. In januari 2003 werd het bouwcontract getekend en in november 2005 werd het geheel opgeleverd. De eigenaar hiervan is Qalhat LNG, met als aandeelhouders de Omaanse overheid (46,84%), Oman LNG (36,8%), het Spaanse nutsbedrijf Unión Fenosa (7,26%) en drie Japanse aandeelhouders elk met een belang van 3%. De bouw vergde een investering van 720 miljoen dollar.
Het vloeibare aardgas van Qalhat LNG is ook verkocht op basis van meerjarige contracten. Unión Fenosa Gas heeft zich verplicht om tussen 2006 en 2025 elk jaar 1,65 miljoen ton lng af te nemen. Twee van de drie Japanse aandeelhouders hebben contracten getekend voor 0,8 miljoen ton lng ieder, deze contracten lopen in 2020 en 2025 af. Met deze afspraken is de afzet van de lng-installatie gedurende de gehele levensduur verzekerd. Met deze uitbreiding is de totale capaciteit gekomen op 10,4 miljoen lng ton per jaar.
Op 1 september 2013 stemden de aandeelhouders van Oman LNG en Qalhat LNG in met een fusie. De intensievere samenwerking moet leiden tot lagere kosten en betere mogelijkheden het vloeibare gas op de wereldmarkten te verkopen.

## Operationele en financiële gegevens
In de periode 2005-2015 produceerde de fabriek gemiddeld 8,6 miljoen ton lng per jaar. De productie van aardgascondensaat bedroeg ongeveer 0,25 miljoen ton op jaarbasis over deze jaren. Bij het bedrijf werken in totaal zo’n 710 werknemers, waarvan iets meer dan 620 Omani's in 2020. De omzet en winst van Oman LNG varieert met de ontwikkeling van de olieprijzen; de verkoopprijs van het lng is hiervan een afgeleide. In de onderstaande figuur een overzicht van operationele en financiële gegevens van Oman LNG.
| Jaar | Lng-productie (miljoen ton) | Omzet | Winst na belastingen |
| ---- | --------------------------- | ----- | -------------------- |
| 2006 | 9,0                         | 2869  | 1340                 |
| 2007 | 9,1                         | 2950  | 1335                 |
| 2008 | 8,7                         | 4445  | 2225                 |
| 2009 | 8,6                         | 2611  | 1133                 |
| 2010 | 8,8                         | 3131  | 1380                 |
| 2011 | 8,7                         | 3963  | 1782                 |
| 2012 | 8,4                         | 4342  | 1950                 |
| 2013 | 8,9                         | 4491  | 2018                 |
| 2014 | 8,0                         | 4074  | 1768                 |
| 2015 | 7,9                         | 2612  | 965                  |
| 2016 | 8,5                         | 1925  | 566                  |
| 2017 | 8,6                         | 2196  | 642                  |
| 2018 | 10,4                        | 3505  | 1079                 |
| 2019 | 10,7                        | 3485  | 1112                 |
| 2020 | 10,4                        | 2503  | 663                  |